# 5647 Sarojininaidu
Az 5647 Sarojininaidu (ideiglenes jelöléssel (5647) 1990 TZ) a Naprendszer kisbolygóövében található aszteroida. Eleanor F. Helin fedezte fel 1990. október 14-én.